# Eleasar Chisma
R. Eleasar Chisma (Eleazar Chisma, manchmal auch Eleazar ben Chisma genannt; Bedeutung von „Chisma“ ungeklärt) war ein zeit seines Lebens von drückender Armut geplagter jüdischer Gelehrter des Altertums, wirkte um das Jahr 100 n. Chr. und gehörte zur zweiten, nach anderen zur dritten Generation der Tannaiten.
Eleasar soll Schüler des Akiba und/oder des Jehoschua ben Chananja gewesen sein und besaß große Kenntnisse in Astronomie und Mathematik. Das umfangreiche mathematische Wissen des Eleasar und des Rabbi Jochanan, Sohn des Gudgada, rühmte der Talmud mit dem Ausspruch: „Sie wissen die Zahl der Tropfen im Meere zu berechnen.“
Er war vermutlich (gemeinsam mit R. Jochanan ben Nuri) Aufseher im Lehrhause Gamaliels II.
Die Eleasar zugeschriebenen Halachot befassen sich v. a. mit landwirtschaftlichen und Reinheitsgesetzen.